# Odbiorca
Odbiorca – osoba lub grupa osób, do których dociera przekaz artystyczny, intelektualny lub informacyjny. W językoznawstwie jest to zamierzony bezpośredni adresat lub adresaci wypowiedzi autora (nadawcy). Do odbiorcy odnoszą się morfemy drugiej osoby gramatycznej. W procesie komunikacji odbiorca pełni rolę uczestnika. Odbiorcą jest również osoba upoważniona do odbioru czegoś.